# متحف كابوديمونتي الوطني
متحف كابوديمونتي الوطني (بالإيطالية: Museo nazionale di Capodimonte)‏ هو متحف يقع في مدينة نابولي في قصر كابوديمونتي بمقاطعة كابوديمونتي. يضم المتحف معارض للفن القديم ومعرضًا للفن المعاصر وقسمًا تاريخيًا.
افتُتح المتحف رسميًا في عام 1957، رغم أن صالات القصر احتوت بالفعل على أعمال فنية منذ بداية عام 1758. يتكون المتحف في الأساس من لوحات مُوزعة على نطاق واسع في اثنين من المجموعات الرئيسة ألا وهي الفارنيزية والتي تتضمن بعضًا من كبار الأسماء في الرسم الإيطالي والدولي (يوجد بينهم لوحات لكل من رافائيل، وتيتسيانو، وبارميجانينو وبرروجل الأكبر، والجريكو، ولودوفيكو كاراتشي، وجويدو ريني) ومجموعة معرض نابولي التي تتضمن أعمال خاصة بكنيسة المدينة وضواحيها والتي نُقلت إلى متحف الكابوديمونتي لحمايتها من التلف فيما بعد (يوجد بينهم لوحات سيموني مارتيني، وكولانتيني، وكرافاجو، وليبرا، ولوكا جوردانو، وفرانشسكو سوليمنا). كما يضم المتحف مجموعة من الأعمال الفريدة من نوعها في إيطاليا والتي تنتمي إلى الفن المعاصر، ومن الأعمال البرازة في هذه المجموهة التي لا تقل أهمية عن بقية معروضات المتحف لوحة فيزوف لأندي وارهول.

## التاريخ

### القرن الثامن عشر
عندما تولي كارلو دي بوربون حكم نابولي عام 1734، أدرك مشكلة توفير مكان جدير بالأعمال الفنية التي ورثها عن والدته إليزابيتا فارنيزي والتي تُشكل جزءً من مجموعته العائلية التي بدأ في جمعها بولس الثالث في القرن السادس عشر والتي انتقلت إليه بالوراثة. نقلت العديد من الأعمال الفنية المتفرقة بين روما وبارما، ولا سيما تلك التي تجاوزت قيمتها تكاليف الشحن، إلى القصر الملكي في نابولي(من بينهما لوحات لرافائيل وأنيبالي كاراتشي وجوريجو وتيتسيانو وبارميجانينو) حيث كان ينقص هناك معرض حقيقي: مع مرور الوقت نُقلت المجموعة المتبقية أيضًا وخزنت داخل مخازن القصر وهدد سلامتها بعض عناصر الطبيعية مثل القرب من البحر. بدأ الملك في عام 1738 في تشيد قصر علي تلة الكابوديمونتي لاستخدامه كمتحف وفي أثناء ذلك حدد فريق من الخبراء الأماكن الداخلية لتنظيم المجموعة الفنية: وكان من المتوقع أن يعرض المشروع الأعمال في الغرف المطلة على الجنوب على البحر. وضعت اللوحات في بناء غير مكتمل في عام 1758، في اثني عشرة غرفة كبيرة مقسمة تبعًا للرسامين ومدارس الرسم: رغم ذلك لا يُعرف بالتحديد ما هي الأعمال التي عُرضت في المتحف لأن حوليات القرن دُمرت أثناء الحرب العالمية الثانية. بجانب التجهيزات المتحفية، أُنشئت، بالفعل منذ عام1755، أكاديمية النودو الملكية تحت إدارة الرسام جوزيبي بونيتو من مدينة ستابيا.

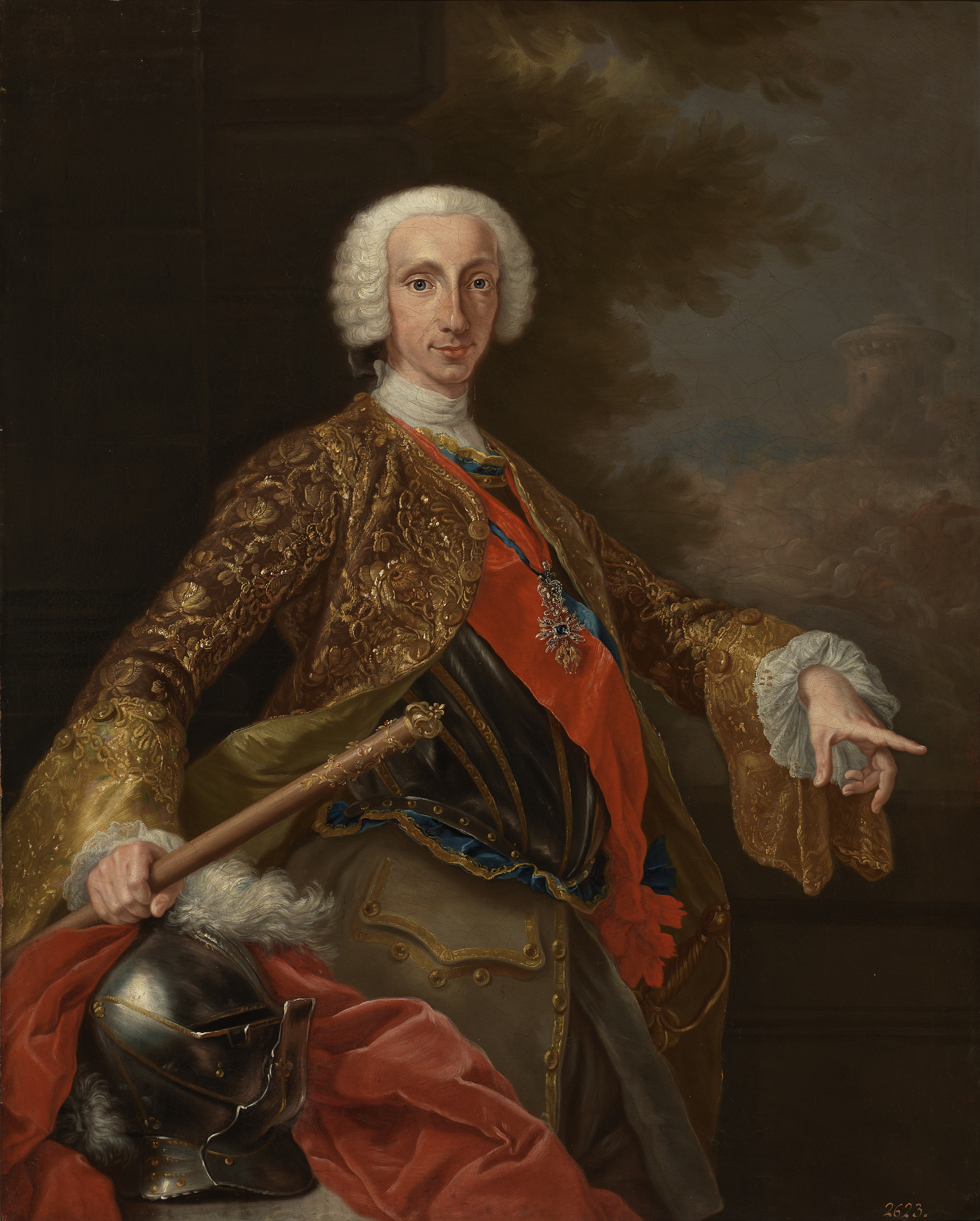
كارلو دي بوربون مؤسس قصر كابوديمونتي بهدف تنظيم المجموعة الفارنيزية

نًقلت في عام 1759 بقية المجموعة وهي: الرسوم الجدارية لكنيسة باولينا دي ميكلانجيلو وتلك الرسوم الخاصة بغرفة إيلودورو في فاتيكان رافائيل التي رسمهما جورجيو فاساري وأندريا مانتينيا وماسولينو دا بانيكالي. كان من بين زوار العصر جان أونوريه فراجونارد والمركيز دي ساد وجوزيف رايت ديربي وأنطونيو كانوفا يوهان فولفغانغ فون غوته ويوهان يواخيم فينكلمان. في أواخر السبعينات مع نقل قطع أخرى من المجموعة الفارنيزية، كان المتحف يحتوي على أربع وعشرين غرفة بالإضافة إلى أنه تم شراء لوحات جديدة، وهي أول ما رسمه الفنانون الجنوبيون مثل بوليدورو دا كارافاجيو وتشيسزاري دا سيستو وخوسيه دي ريبيرا ولوكا جيوردانو بالإضافة إلى لوحات أنطون رافائيل منجس وأانجليكا كوفمان وإليزابيث لويز فيغ لوبرون وفرانشيسكو لياني بينما في عام 1783 تم شراء مجموعة الكونت كارلو جوزيبي دي فيرميان، التي تحتوي على حوالي عشرين ألف من النقوش والرسومات لفنانين مثل فرا بارتولومي وبراين دل فاجا وآلبرخت دورر ورمبرانت. اُفتتح في تلك الأونه مختبر ترميم وكُلف به كليمينتي روتا وخلفه فريدريكو أندرياس بناء على توصية من رسام البلاط يعقوب فيليب هكارت. وضعت القواعد التنظيمية لمتحف الكابوديمونتي عام 1785 في عهد فرديناندو الأول ملك الصقليتين وبذلك حُددت مواعيد العمل ومهام الحرس ومسؤولية الوكيل ودخول الناسخين بينما لم يُسمح بدخول عامة الشعب إلا بتصريح من أمانة الدولة، وهو الأمر الذي كان يحدث بالفعل في متاحف البوربون الأخرى. في أواخر القرن الثامن بعد أن كان المتحف يضم حوالي ألف وثمانمائة لوحة صدر القرار بإنشاء متحف وحيد في نابولي وتم اختيار قصر ديلي ستودي، متحف نابولي الوطني للآثار مستقبلًا، حيث بدأت أعمال الاستخدام العام الجديد منذ عام 1777 تحت إشراف فرديناندو فوجا، بهدف نقل كل المجموعة الفارنيزية ومجموعة الهيركولانيوم هناك وقد تكونت هذه المجموعة نتيجة للاكتشافات الأثرية من حفريات البومبي والهيركولانيوم وستابيا، بالإضافة إلى جعله مقرًا المكتبة والأكاديمية.

### القرن التاسع عشر

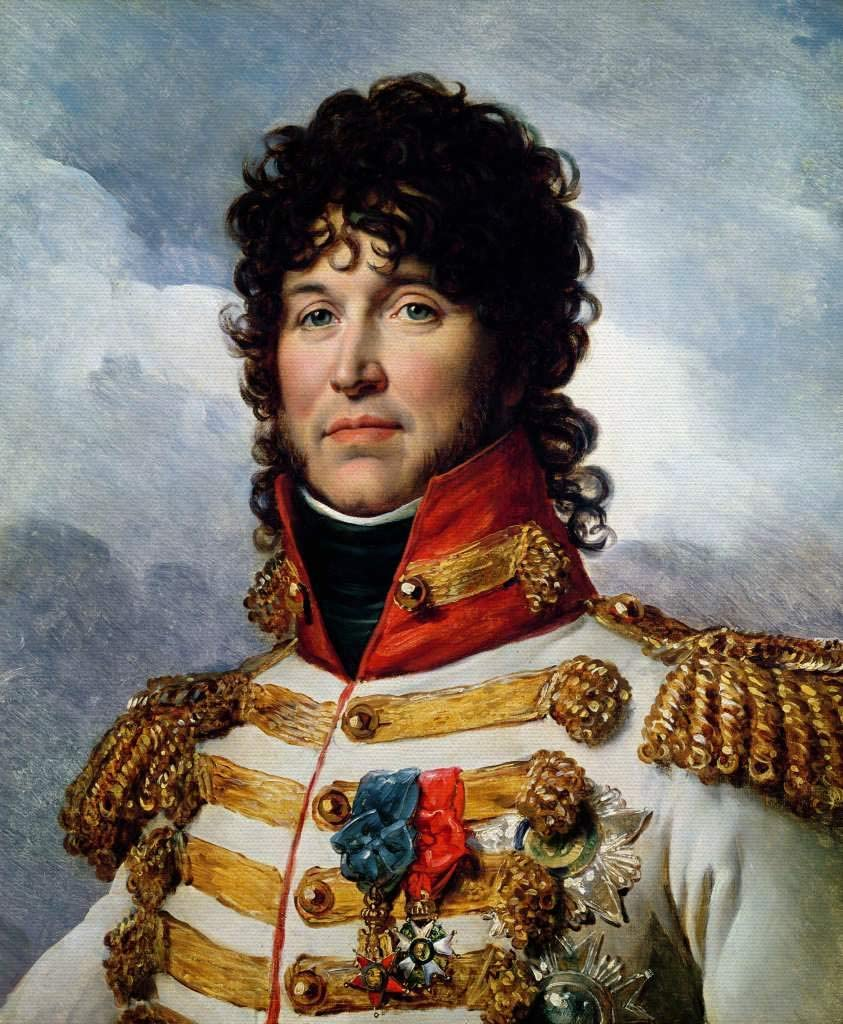
جواكينو مورات، الحاكم الذي قام بتزين القصر باللوحات

تعرض المتحف لموجة من التخريب في عام 1799 مع وصول الفرنسيين إلى نابولي وأقيمت جمهورية نابولي: خشية من الأسوء قد قام فرديناندو بالفعل في العام السابق بنقل أربعة عشر رائعة فنية إلى باليرمو. سلب الجنود الفرنسيين بالفعل العديد من الأعمال: ما يقرب من ألف وستمائة وثلاث وثمانين لوحة والتي تشكل جزءًا من المجموعة الفنية منها ثلاثمائة وتسع وعشرين من المجموعة الفارنيزية والبقية مكونة من لوحات بوربونية؛ ثلاثون لوحة كانت مخصصة للجمهورية بينما تم بيع الثلاثمائة الأخرى لاسيما إلى روما. بعد أن عاد فرديناندو إلى نابولي أمر دومينكو فنوتي باسترجاع الأعمال التي سُرقت ولكن الأعمال القليلة المُستردة لم تعد إلى متحف كابوديمونتي ولكن إلى قصر فرانكافيلا، وهوالمقر الجديد الذي تم اختياره لمتحف المدينة.
تُلازم بداية العِقد الفرنسي في عام 1806 التراجع الشديد للدورالمتحفي لقصر كابوديمونتي أمام الدور السكني: نُقل كل شئ إلى داخل قصر ديلي ستودي ومن أجل إضافة صالات جديدة في القصر جُلبت لوحات من الأديرة المغلقة مثل دير القديسة كاترينا في فورميللو ومونتي أوليفيتتو ودير القديس سان لورنزو لدرجة أن جواكينو مورات إقترح إنشاء معرض نابولي في الكابوديمونتي بهدف، كما يقول هو:
" إثارة عبقرية الشباب على خطي المُعلمين القدماء"
(جواكينو مورات)
أيضًا مع استعادة البوربون في عام 1815، استمر القصر في أداء وظيفته السكنية: جدران الغرف زٌينت برسوم أرسلها فنانون شباب من نابولي مبعوثون إلى روما للدراسة على نفقة ولي العهد وذلك من أجل إظهار تقدمهم. في عام 1817 وصلت إلى القصر مجموعة الكاردينال بورجيا التي كان يريدها مورات بشدة ولكن بشراء كامل من فرديناندو. كانت في السنوات الأخيره هناك أمثلة عديده لتشتت الأعمال التي تشكل جزءًا من المتحف القديم مثل الأعمال المُهداة إلى جامعة باليرمو في عام 1838 أو بيع مجموعة ليوبولدو من بوربون نابولي شقيق فرانشيسكو ملك الصقليتين إلى زوج ابنته إنريكو اورليانز لتسديد ديون القمار وبعد ذلك تم نقلها إلى قلعة شانتيلي.
مع توحيد إيطاليا وتعيين أنيبالي ساكو مديرا للبيت الملكي، عاد قصر كابوديمونتي من جديد، وإن لم يكن رسميًا، ليحمل دوره كمتحف بالإضافة إلى أداء دوره كمسكن. بعد نقل حوالي تسعمائة لوحة، تم نقل العديد من الخزف الذي وضع في الجناح الشمالي الغربي بمساندة ساكو ومعاونيه دومينكوا موريلي وفريدريكوا مالداريلي ولوحات ذات الطراز النابولي والتي في أقل من عشرين عامًا تخطت الستمائة وحدة وأكثر من مائة تمئال إلى غرف القصر: تم ترتيب الأعمال الفنية زمنيًا وفقًا للمعايير المتحفية الحديثة في الغرف حول الفناء الشمالي مما خلق ما يشبه معرضًا فنيًا في الطابق الملكي. في عام 1864 نُقلت مجموعة الأسلحة الفارنيزية والترسانة البوربونيكة وفي عام 1866 نُقلت مجموعة من الأثاث الخزفي ذات الطراز الصيني التي كانت معروضة في بادئ الأمر في قصر البورتيشي وفي عام 1880 تم نقل مجموعة من المنسوجات الملكية والأسرة على أشكال حيوانات ذات الطراز النابولي. عاد قصر كابوديمونتي ليصبح مركزًا ثقافيًا لنابولي لدرجة أن في عام 1877 كان يُقام في داخله احتفالًا بمناسبة المعرض الوطني للفنون الجميلة.

### القرن العشرون والقرن الحادي والعشرون

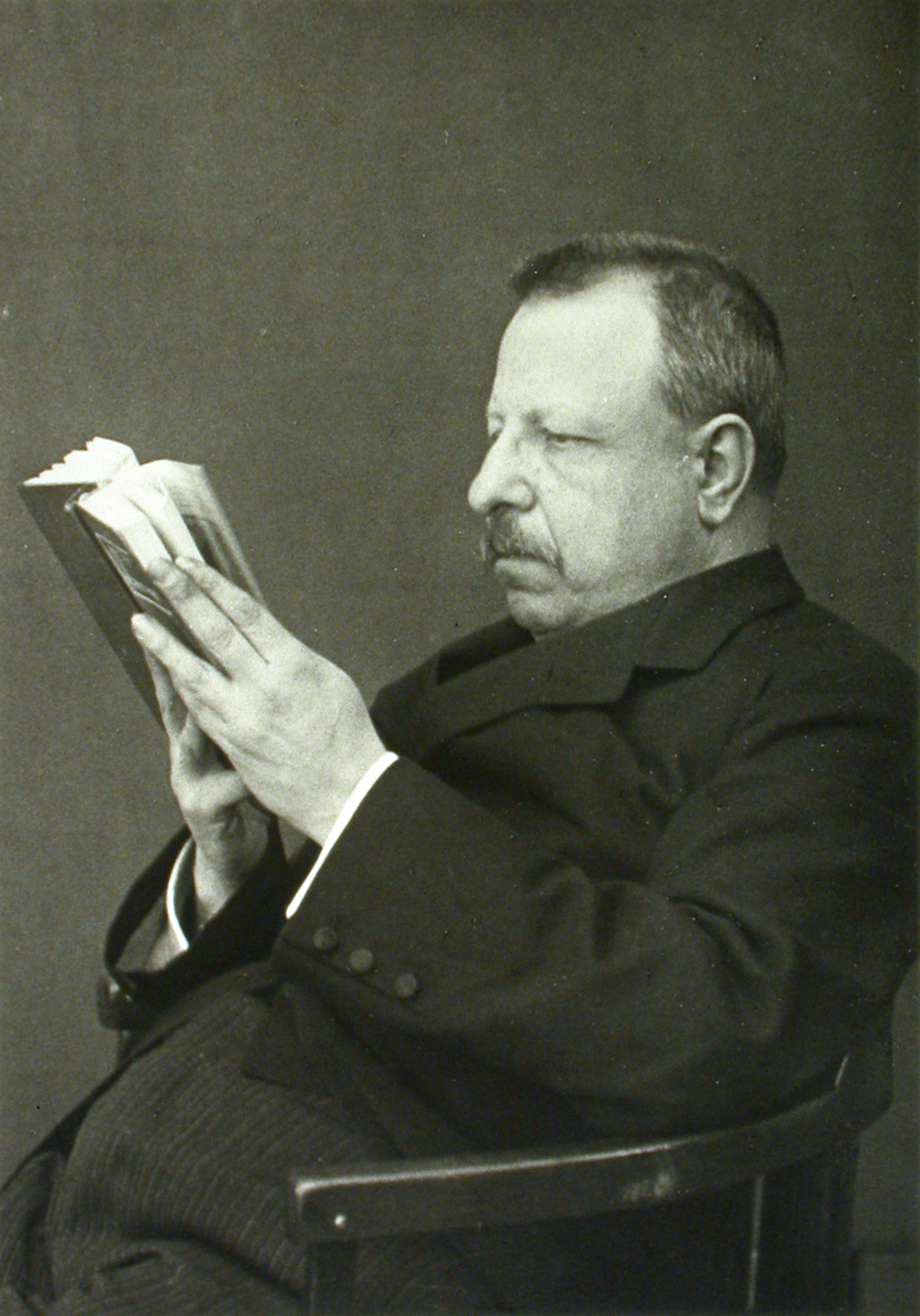
بينيديتو كروتشي، أحد الشخصيات التي عملت على إنشاء المتحف

شهدت بداية القرن العشرين ركودًا في المرحلة المتحفية حيث أصبح القصر سكنًا ثابتًا لعائلة الدوق أوستا، بينما جُمِّعت المجموعات في قصر ديلي ستودي التي ستصبح نواة المتحف مستقبلًا الذي سُمي بالمتحف الوطني بعد توحيد إيطاليا. بالرغم من شراء أعمال رسامين مثل مازاتشو في عام 1901 وياكوبو دي بارباري، وصل النقل إلى أوجه بين العشرينات والثلاثينات وهذا النقل قد تم جزئيًا لتلبية احتياجات بارما وبياتشنسا كنوع من التعويض عن ما أخذه كارلو دي بوربون لتزين قاعات مقرات مؤسسات إيطاليا مثل قصر الكورينالي وقصر المونيتشتوريو«مجلس النواب» وقصر الماداما «مجلس الشعب» وسفارات في الخارج وجامعات. نقلت مجموعات متاحف نابولي مع اندلاع الحرب العالمية الثانية في صيف عام 1940 إلى دير كافا دي تريني الإقليمي للثالوث المقدس وفي دير المونتيكاسينو نتيجة لحرب الألمان في عام 1943. مع ذلك، تمكنت قوات فرقة غورينج من سرقة لوحات لتيتسيانو وبارميجانينو وسيباستيانو دي بيومبو وفليبينو ليبي وهذه اللوحات وجدت في نهاية الحرب في موقع للتنقيب بالقرب من سليبورجو وتم إعادتها إلى نابولي في عام 1947.
في فترة ما بعد الحرب، نُفذ مشروع لتنظيم متاحف نابولي بسبب ازدياد موجة من الحماس للأعمال الفنية لإعادة أعمار الدولة، وبالتالي نقل برونو مولايولي نهائيًا كل اللوحات إلى قصر كابوديمونتي الذي فقد دوره السكني بعد سفر الدوقات أوستا في عام 1946. انتهت هكذا رغبة شخصيات مشهورة في الثقافة الإيطالية من بينهم يوجد بنيديتو كروتشي خلال أعوام عديدة ماضية بتكريس متحف الآثار الوطني بأكمله للمجموعة الأثرية التي نُقلت بالفعل إلى القصر الملكي عام 1925 لأنها قد اكتسبت أيضًا على مدار السنين مساحة أكبر سواء من المعرض أو من المكتبة. نشأ متحف كابوديمونتي الوطني رسميًا من خلال مرسوم مُوقع عام 1949. بدأت أعمال ترميم القصر في عام 1952 بتمويل من صندوق الجنوب وواصلهما مولايولي نفسه -الذي انشغل في المقام الأول بالشكل المعماري وبالتنظيم المتحفي وكان معحبًا بالعصرية والوظائفية وبعد ذلك وسار على نهجة الكثير- وفيرديناندو بولونيا ورافائيل كاوزا وإيزيو دي فليتشي. وبالتالي في الطابق الأول تم تنظيم لوحات القرن التاسع عشر وتم ترميم لوحات القصر الملكي بالإضافة إلى غرف للتخزين والترميم بينما في الطابق التاني أنُشئ معرض للوحات الكلاسيكية.
افتُتح المتحف رسميًا عام 1957: أولًا قُسمت اللوحات تقسيمًا تاريخيًا وفقًا لنهج حديث جدًا إلى مجموعات تاريخية وأتبعت بعد ذلك ترتيبًا زمنيًا وقُسمت وفقًا لمدارس الرسم مع إضافة تصاميم ونصوص شارحة فضلًا عن الأضاءة السمتية ونظام تنقية الضوء. بعد ذلك ازدخر بمجموعات فنية جديدة حيث أهُديت مجموعة دي شيتشو مع فنونه التطبيقية العديدة ومجموعة التصميمات والمطبوعات في عام 1958 بالإضافة إلى العديد من الأعمال التي أرسلتها كنائس المدينة لوضعها في قصر كابوديمونتي بهدف حفظها.
خلال فترة السبعينات استضيفت سلسلة من المعارض المعاصرة لخلق الوعي بالإنتاج الفني النابولي: بجانب ذلك، اقترح البرتو موري في عام 1978 بإنشاء معرض للفن المعاصر الذي أدى نجاحه إلى إنشاء معرض دائم. نتيجة للزلزال الذي حدث في إربينيا عام 1980، أغلق المتحف جزئيًا لترميمه بشكل كامل: افتُتح الطابق الأول في عام 1995 بينما افتتح نهائيًا في عام 1999؛ انشغل نيكولا سبنيوزا بمجموعة جديدة بمساعدة إرمانو جويدا مُتبعًا في ذلك ترتيب تاريخي وجعرافي وموضحًا أيضًا أصل الأشياء ومُدمجًا تاريخ هذه الأشياء مع تاريخ المتحف.

## وصف المتحف

طابق الميزانين:
██ غرفة التصميمات والمطبوعات
██ معرض القرن التاسع عشر
██ مجموعة ميلي

يتكون متحف كابوديمونتي الوطني من ثلاثة طوابق من قصر كابوديمونتي ويرجع ترتيب الأعمال إلى أخر أعمال الترميم التي نُفذت منذ بداية الثمانينات حتي عام 1999: في الطابق الأرضي وضعت الخدمات للزوار وبعض الصالات التعليمية مستغلين أيضا القبو أما في طابق الميزانين يوجد صالة للتصميمات والمطبوعات ومعارض للقرن التاسع عشر ومجموعة ميلي، بينما يوجد في الطابق الأول المعرض الفارنيزي ومجموعة بورجا والقسم الملكي ومجموعة الخزف ومجموعة دي تشيتشو ومجموعة الأسلحة الفارنيزية والبوربونيكة أما في الطابق الثاني يوجد المعرض النابولي ومجموعة أفالوس وغرفة نسيج أفالوس وقسم الفن المعاصر الذي يستكمل الطابق الثالث عرضه حيث يوجد أيضًا معرض القرن التاسع عشر ومعرض الصور.

### الطابق الأرضي والقبو وطابق الميزانين
يوجد في الطابق الأرضي خدمات الزوار من شباك التذاكر ومكتبة ومقهى وخزانة بالأضافة إلى قاعة تقام فيها المؤتمرات والعروض السنيمائية والترجمة الفورية والحفلات الموسيقية الحية بجدارنها المزينة باثنين من منسوجات مجموعة أفولوس. يوجد في الردهة الموجود قبل الدَرج الكبير تمثال منحوت بطريقة بسكويت (biscuit) لفيليبو تايوليني وإنشاءات تنصيبية من الألومنيوم والحديد للوتشانو فابرو منذ عام 1989 بعنوان الشمال والجنوب والغرب يلعبون في شنغهاي بينما يوجد في الحديقة قبل المدخل بقليل عمل فني معاصر وهو علامة الصليب الجنوبي لإليزيو ماتياتشي.

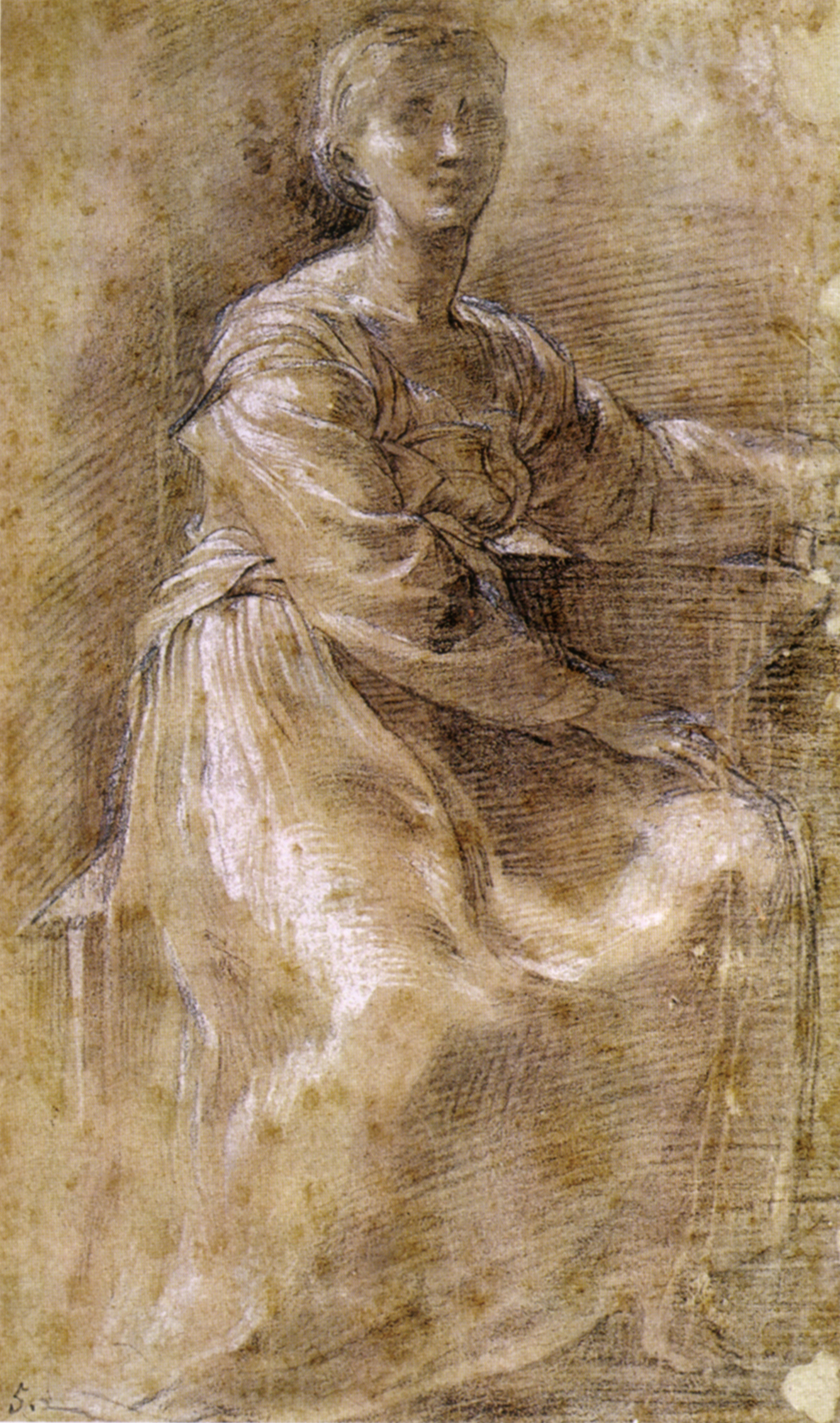
لوحة سيدة جالسة للبارميجانينو، معروضة في غرفة التصميمات والمطبوعات

يوجد في القبو غرفتان تعليميتان: تُسمى الغرفة الأولى قاعة سول ليويت نسبة لمن أنشأها وهي مخصصة للمقابلات والمؤتمرات والعروض والندوات والحفلات المخصصة لفئة الشباب مع إنشاءات تنصيبية لليويت أيضًا والتي تسمي شرائط بيضاء في غرفة مظلمة (وايت باندس إن بلاك رووم) بينما الغرفة الثانية التي تسمي غرفة الكاوزا تبلغ مساحتها 700 متر مربع وهي مخصصة بشكل رئيسي للمعارض المعاصرة.
يوجد في القبو مجموعة ميلي وهي ملصقات إعلانية لوكالة جراندي مجاتسيني ميلي التي أنشأها الأخوين أيمديو وألفونسو ميلي في نابولي عام 1889 والتي أهُديت إلى متحف كابوديمونتي في عام 1988. هذه الملصقات تمثل إثبات مهمًا على اللغة المجازية لنابولي في فترة ما بين نهاية القرن التاسع عشر وأوائل القرن العشرين: كان مكتب جرافيكا ريكوردي مُكلف بالملصقات ورسومات لفنانين مثل فرانز لاسكوف وليوبولدو ميتليكوفيتز ولينونيتو والياردو فيلا وجان إيمليو واكيلي بلترامي ومارتشللو دودوفيتش. يوجد في الجناح الجنوبي للقصر في طابق الميزانين غرفة التصميمات والمطبوعات التي بدأ عرضهما في عام 1994: تم تجميع حوالي ألفي وخمسمائة ورقة وخمس وعشرون ألف من المطبوعات تتكون من رسومات أولية ورسومات لفنانين مثل أنيبالي كراتشي وجويدو ريني وجوفانني لانفرانسو وأيضًا بونتورمو وتينتوريتو وأندريا ديل سارتو وجوزيبي دي ليبيرا وأنيللوفلكوني التي جُمعت منها حوالي ربعمائة رسمة أولية للوحات الجدارية التي تم تنفيذها في كنائس نابولي. يُعرض في الغرف نفسها مجموعات الكونت كارلو فيرمان التي تم شراءها عام 1782 والتي تضم أكثر من عشرين ألف رسمة ألبرخت دورير وستيفانو ديلا بيلا وجوفاني بنيديتو كاستاليوني وريمبراندت ومجموعة بورجيا التي تم شراءها عام 1817 والتي تحتوي على ست وثمانين لوحة تتراواح بين لوحات مائية ورسوم هندية. كما يوجد أيضًا مجموعات أخرى تم إهداؤها إلى المتحف بعد افتتاحه مثل مجموعة ماريو وانجلو أستاريتا التي عُرضت في عام 1970 والتي تتكون من ربعمائة وتسع عشرة رسمة ولوحات بالألوان المائية والزيتية لفنانين من مدرسة بوسيلّيبو، والتي تبرز بينهما لوحة جاتشنتو جيجانتي، أو لوحات اشترتها الدولة مثل المجموعة التي تتكون من ستمائة وأربعة عمل أولي والنقوش البارزة لفريديركو ترافاليني. وينتهي طابق الميزانين بمجموعة القرن التاسع التي تم تجهيزها في عام 2012 في الجناح الجنوبي من القصر وتضم لوحات القرن التاسع عشر والقرن العشرين في سبع غرف وفي الأصل كانت هذه الغرف تضم قسمًا خاصًا بفرديناندوا الأول منذ عام 1816 لتصبح بعد ذلك مخصصة للأميرة كارولينا في النصف التاني من القرن التاسع عشر وبالتالي مخصصة لفرع الأبناء الصغري في عائلة دوقات أوستا في النصف الأول من القرن العشرين: مع تأسيس المتحف في عام 1957 كانت الغرف تحتوي على مكاتب مراقبة بينما خلال أعمال الترميم في التسعينات استعادت مظهرها المعماري الأصلي وخُصصت للاستخدام المتحفي مع إضافة مفروشات وأقمشة وستائر ذات طراز نابولي.
إن الغرفة 1 مخصصة إلى تيار الكلاسيكية الجديدة التي تضم أعمال فنتينزو كاموتشيني بينما تحتوي الغرفتان 2 و3 على لوحات مناظر طبيعية في نابولي لممثلين مدرسة البوسبوليبو مثل أنطون سمنك فان بيتلو وجيكانتي والاخوات باليتسي، وفي الغرفة 4 يوجد لوحات للتيار الواقعي للنصف الثاني من القرن التاسع عشر لفنانين مثل فينتسو جيميتو ودمينيكو موريلّي وميكلي كاممارامو وجوزيبي دي نيتس بينما تضم الغرفة 5 أعمال مستوحاة من الفن الشرقي وفي الغرفة 6 و7 يوجد إهداءات مختلفة لفنانين مثل جواكينو توما وأكيلي دوراسي وجوفاني بولديني وجاكومو بالّا.

### الطابق الأول

الطابق الأول:
██ المعرض الفارنيزي
██ مجموعة دي تشيتشو
██ مجموعة الأسلحة الفارنيزية والبوربونية
██ القسم الملكي
██ مجموعة بورجا
██ مجموعة الخزف
██ غرفة الخزف

ينقسم الطابق الأول إلى المعرض الفارنيزي والقسم الملكي: يضم المعرض الفارنيزي على وجه الخصوص المحتويات من الصالة 2 إلى الصالة 30 حيث تُعرض المجموعة الفارنيزية فيما عدا الصالة 7 المخصصة لعرض مجموعة بورجا والصالة 23 بينما تضم الصالات بداية من الصالة 31 إلى الصالة 60 بالإضافة إلى الصالة 23 القسم الملكي ولكن الصالة 35 و36 مخصصة لمعرض البورتشلاني (الخزف) وتم تخصيص الصالات بداية من الصالة 38 إلى الصالة 41 إلى مجموعة دي تشتشو ومن الصالة 46 إلى الصالة 50 إلى الترسانة الفرنانيزية والبورنونية.

#### المجموعة الفارنيزية

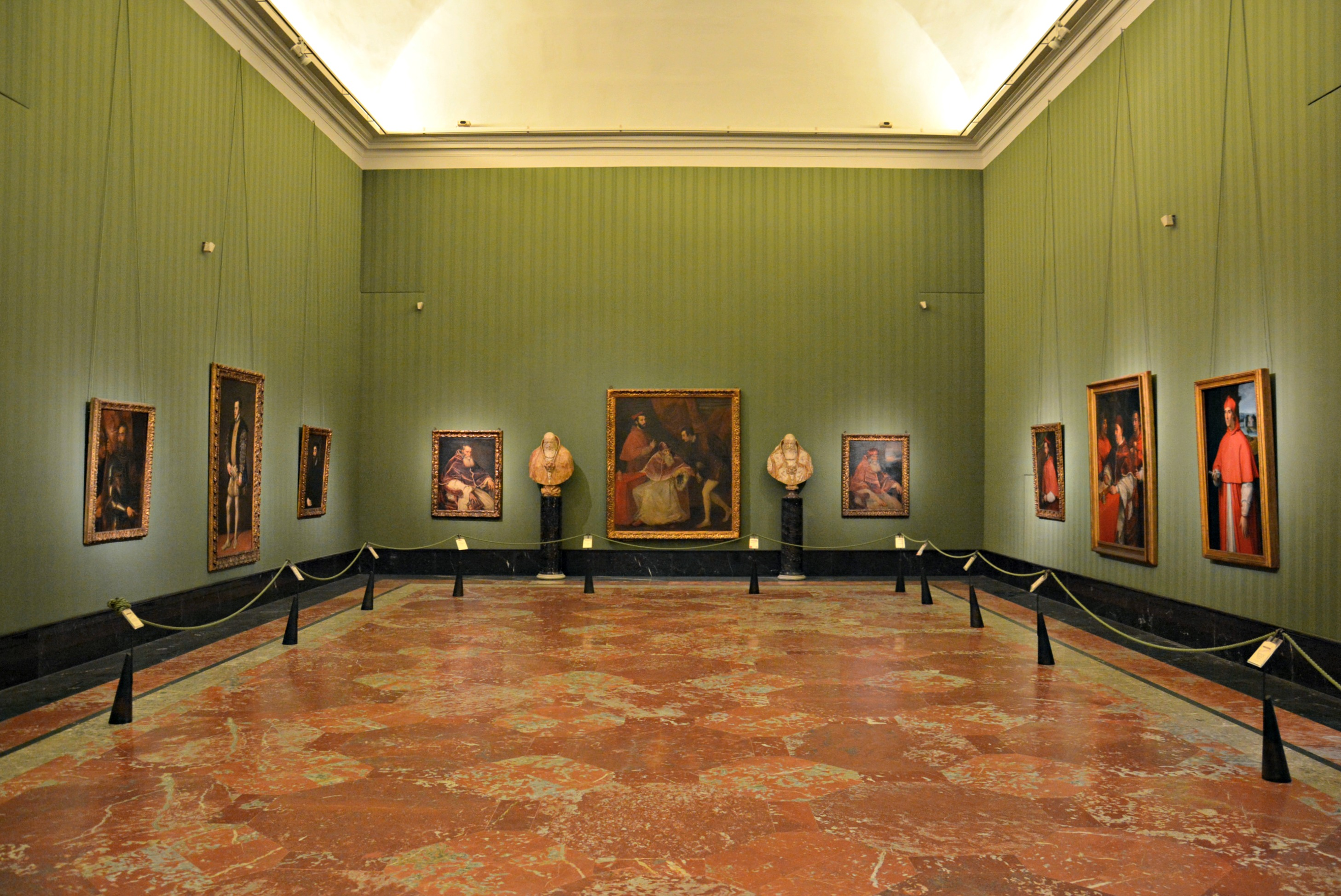
صالة 2

يسمي المعرض الفارنيزي بنفس اسم المجموعة الفارنيزية وكل الأعمال مرتبة وفقًا للمنطقة الواردة منها وفي تسلسل زمني: بدأ البابا باولو الثالث المجموعة في منتصف القرن السادس عشر التي تضم في قصره الذي يوجد في كامبو دي فيوري إما أعمال قديمة، خاصة التماثيل التي وجدوها في الاكتشفات الأثرية في منطقة روما مثل التماثيل الواردة من كاراكلا، أو حديثة معظمها أعمال لفنانين مثل رافائيل وسباستيانو ديل بيومبو والجريكو وتتسيانو. وماأثري المجموعة بالعديد من القطع الفنية مع أوتافيو فارنيزي وابنه اليساندرو خلال القرن السابع عشر وأيضًا بفضل إهداء فلفيو أورسيني عام 1612 بعض الممتلكات التي تعود لأفراد أرستقراطية بارما وبياتشينسا المسؤولين عن مؤامرة العام الماضي ضد رانوتشو الأول الفارنيزي إلى الكاردينال إدوارد وإلي مصادرة الممتلكات. بذلك تُشكل أعمال لفنانين مثل كورّاجو وبارميجانو جزءًا من المجموعة التي تحيط بها مقتنيات من القصور الرومانية وأيضًا عندما أصبح حاكم هولندا أضيفت أيضًا المدرسة الفلمنكية إلى مدرسة الرسم الإيطالية: مع ذلك فإن الملك لم يكن من هواة جمع المجموعات على عكس والده ووالدته مارجريتا وذلك وفقًا لبعض مصادر هذا العصر. أضيفت مجموعة مارجريتا فارنيزيي شقيقة رانوتشو في عام 1693 وبالتالي وقعت المجموعة في يد إيزابيتا وبالتالي في يد ابنها كارلو دي بربون الذي نقل كل الأعمال إلى عاصمة مملكته عندما أصبح ملكًا لنابولي: أثريت المجموعة بمشتريات جديدة وأيضًا أشياء من الكهرمان والبرونز والبلور الصخري وخزف والفضة وعُرضت في قصر كابوديمونتي الذي بُني خصيصًا لذلك. وفي خلال تلك الأعوام نُقلت المجموعة في قصور متنوعة للمدينة حتي نهاية الحرب العالمية الثانية عندما تقرر إعادة تنظيم متاحف نابولي: ظلت التماثيل في المتحف الآثري الوطني بينما نُقلت اللوحات من جديد إلى قصر كابوديمونتي الوطني في المتحف الجديد ورُمم المعرض الفارنيزي القديم.
تحتوي الصالة 2 على المجموعة الفارنيزية وتُتيح رؤية شخصيات بارزه من العائلة الفارنيزية من خلال لوحاتها ومعظم الأعمال الفنية الموجودة، مثل صورة باولو الثالث وصورة باولو وأحفاده اليساندروا وأوتافيو فارنيزي، هي من عمل تتسيانو الذي تمثل مجموعته الموجودة في الكابوديمونتي كعمل لفنان الأكثر أهمية وتعددًا سواء في إيطاليا أو في العالم. تُعرض أيضًا لوحات لرافائيل مثل صورة الكاردينال أليساندروا فارنيزي ولوحات جوجيو وفاساري وأندريا ديل سارتو بالأضافة إلى تماثيل جوليلمو ديلا بورتا ونسيج يصور قربان أليساندروا.
إن الصالة 3 الصغيرة هي مخصصة بأكملها للوحات صلب مازاتشو؛ وهذا لا يشكل جزءًا من المجموعة الفارنيزية ولكن قام أحد ما بشرائها كعمل لمجهول من مدينة فلورنسا في القرن الخامس عشر واعتبرت بعد ذلك فقط الجزء الرئيسي من عمل البوليتّيكو دي بيزا الذي قام به مازاتشوا لكنسية الكارميني للمدينة الرئيسية في مقاطعة بيزا وبعد ذلك تم قسيمه إلى أجزاء محفوظة في متاحف أخرى أوروبية وأمريكية.
يوجد في الصالة 4 أربع تصميمات بالفحم: اثنان لميكلانجلو وواحدة لرافيائيل وأخرى لجوفاني فرانشسكو بينّي التي تعود إلى فلفيو أورسيني والتي ورثها عن رانتشو وذلك وفقًا لشهادة فرد من العائلة الفارنيزية. وصلت الأعمال إلى قصر كابوديمونتي في عام 1759 تحت إشراف جوزيف بونابرت ونُقلت بعد ذلك إلى قصر ديلي ستودي الملكي وأصبحت بذلك النواة الرئيسة لصالة التصميمات والمطبوعات وأخيرًا نُقلت من جديد إلى قصر كابوديمونتي. يوجد في الصالة نفسها لوحة فنيري وأموري المنسوبة إلى هاندريك فان دن بروك وهي نسخة من لوحة الفحم المسماة بنفس الاسم لميكلانجيلو المعروضة بجانبها والتي أصبحت موضوع العديد من النسخ أيضًا لفنانين أخرين.

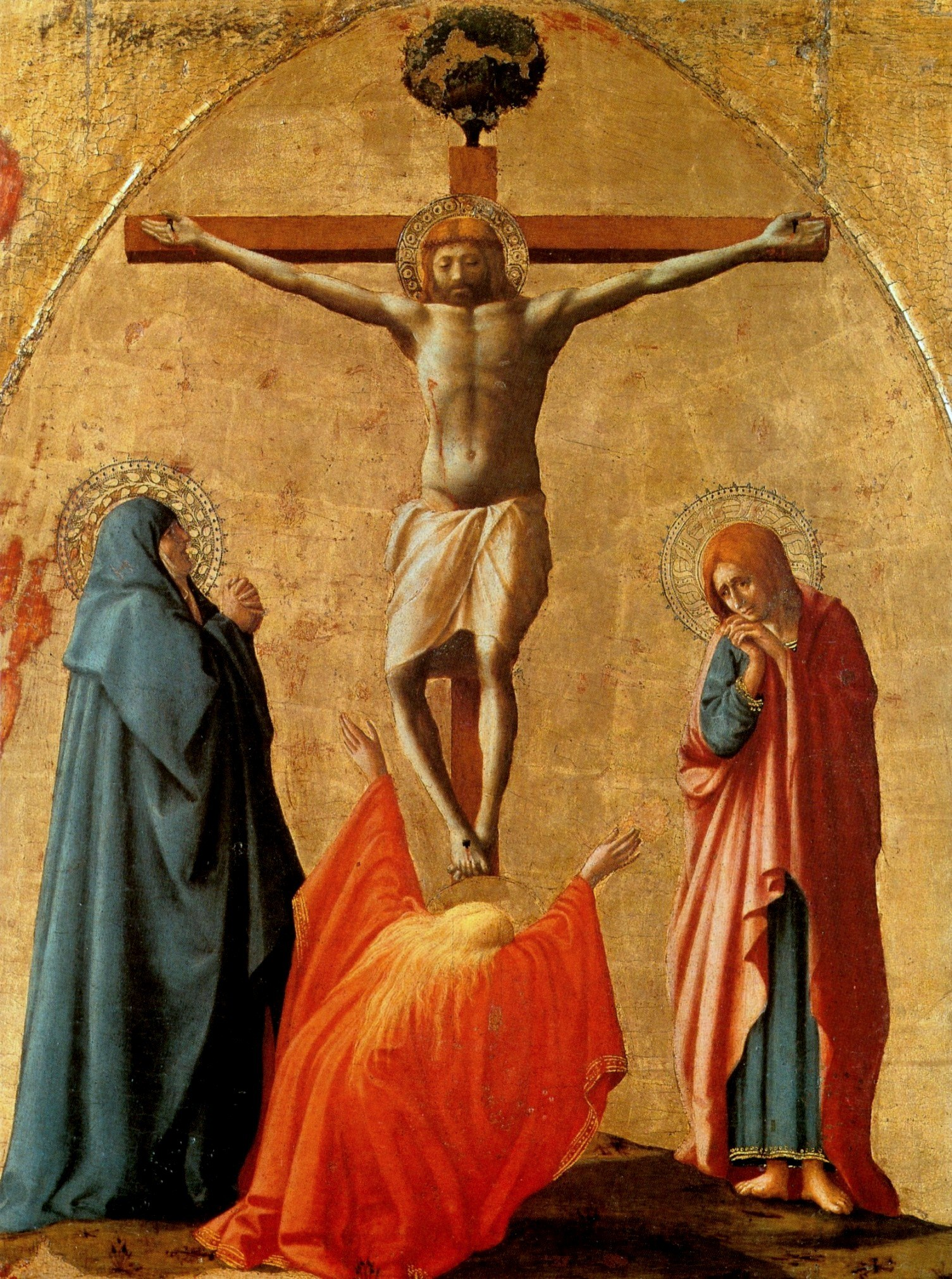
لوحة صلب مازاتشو، معروضة في الصالة3

بداية من الصالة 5 تُعرض الأعمال الفنية حسب الترتيب الزمني والبيئة الثقافية: من بين الأعمال الرئيسة تبرز لوحتي مازولينو دا بنكالي، ولوحة القديسة ماريا ماجوري ولوحة العذراء وكل ذلك يشكل العناصر الأساسية لألتربيس ثلاثي وضع في الأصل على مذبح كنيسة القديسة ماريا ماجوري في روما.
تضم الصالة 6 كل من لوحات المجموعة الفارنيزية والبوربونية لفنانين عصر النهضة من أومبرا وتوسكانا الذين يظهروا حداثة الرسم لهذا العصر مثل استخدام المنظور: ويشمل هؤلاء فنانين مثل فيليبو ليبي ولورنذو دي كريدي وساندرو بوتشيلي ورافايلينو ديل جاربو ورافيللو صاحب عمل شبابي الأبد بين ملائكة ورأس العذراء وهي العمل الفني الرئيس في الصالة؛ بينما تنحرف اللوحة الزيتية لفرانسشكو زاجاليني عن الموضوع السائد مع المسيح حامل الصليب الذي يشبه رسم دورور.
ومن الصالة 8 تبدأ سلسلة الصالات المتراصة وجهًا لوجه على طول الجانب الغربي من القصر والتي تستضيف بالفعل منذ القرن الثامن عشر اللوحات الأولي من المجموعة الفارنيزية: يمثل سقف الصالة، مع سقف كلًا من الصالة 9 و10، الجدران المزخرفة للقرن التاسع عشر التي تم ترميمها في الخمسينات من القرن العشرين؛ وتُعرض لوحات تعبر عن الفن البندقي التي تعود إلى القرن السادس عشر وأوائل القرن السابع عشر لفنانين مثل بارتولوميو فيفريني وأندريا مانتينا ولورنذو لوتّو وكل هذه اللوحات تنتمي إلى المجموعة الفارنيزية بينما تنتمي الأعمال للفنانين الآخرين مثل جوفانني بيلّيني وجاكوبو دي بارباري للمجموعة البوربونية. تُظهر اللوحات كل تجديدات العصر التاريخي الذي رُسمت فيه مثل نقاء الألوان واستخدام المنظور الجوي والدور الأساسي للضوء.
يُعرض في الصالة 9 أعمال لسباستيانو ديل بيمبو وجوليو رومانو ودانيلي دا فولتررا ويشهد على ذلك الموسم الحماسي للفن الروماني في القرن السادس عشر؛ يُعرض أيضًا ثلاثة لوحات، لوحة العذراء بالحجاب ولوحة كليمنتي السابع بلحية سباستيانو ديل بيمبو ولوحة الشاب دانيال دا فولترّا الذين نُقشوا على الحجر، وهي تقنية تجريبية تستخدم كبديل للقماش والألواح الخشبية. ومثيرة للاهتمام أيضًا لوحة ميكيلانجللو التي نسخها عن لوحة الحكم الكوني التي رسمها مارشيلو فينوستي وهي دليل لكيفية تمثيل عمل كنسية سيستينا قبل تدخل دانيل يدا فولترّا للقيام بتغطية الأجزاء التي تعتبر غير لائقة أخلاقيًا.

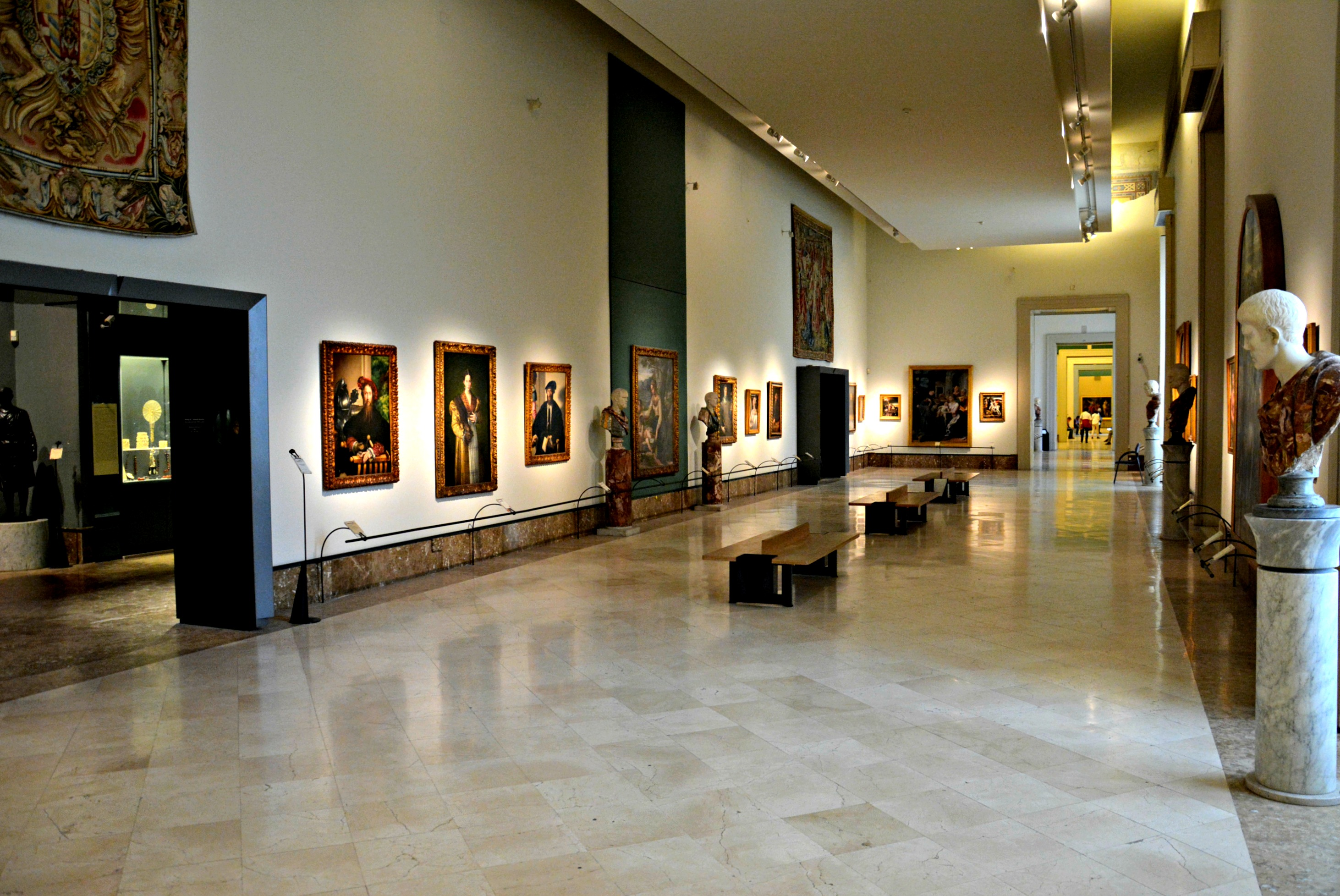
الصالة 12

تضم الصالة 10 لوحات رُسمت في الربع الأول من القرن السابع عشر لفنانين من توسكانا الذين فتحوا الأبواب لأتجاه التكلف وهم بنتومو وروسّو وفرا بارتولميو وفرانتشيابيجو وأندريا ديل سارتو ودومينكو بوليو وبيتر دي وايت وهم من فتحوا أبواب اتجاه التكلف.
تضم الصالة 11 أعمال فنية من البندقية: ولا سيما الأعمال الرائعة لتيتسيانو مثل دانيه وهي لوحة للشابة مادلينا ولوحة الشاب دومينوكوش ثيوتوكوبلوس أو المعروف بالجريكو وهو تلميذ لتستيانو ورسام البلاط الفارنيزي وصورة جاكوبو بالما الفيكيو.
تضم الصالة رقم 12 واحدة من أهم مجموعات الرسم الإيميلي التي تعود للقرن السادس عشر في العالم؛ فهي نتاج التجميع للأسرة الفارنيزيه والمصادرات ضد بعض أسر البياتشنتيني والبارميزي التي تحيك مؤامرة ضد رنتشو فارنيزي، ويوجد بين الفنانين: كوريجو، بموضوعاته المقدسة والأسطورية والشخصيات ذات الأشكال الناعمة والألوان المنسجمة، وهناك أيضًا بارميجانو وهو واحد من أبطال التكلف الإيطالي والرسم التجريبي، وأيضًا جيرولامو ماتسولا بيدولي وبنفينوتو تيزي دا جرافولو ودوسّو دوسّي وليليو أورسي وأبّوليتو سكرسيلا وهذان الأخيران يتميزان بالسمة الخرافية والخيالية. تكمل المجموعة بعض التماثيل المصنوعة من الرخام في العصر الروماني.
تحتوي الصالة رقم 13 على أعمال الفنانين الذين عملوا بالبلاط الفارنيزي في بارما وهو مكانًا مليئًا بالحماس الفكري في هذه الفترة: تختص بجاكبو زانجويدي -المعروف باسم البورتيجا بلوحة مادونا كول بامبينو-وجيرولامو ميرولا، وأيضًا فنانين أجانب مثل جان سونز.

الروح المُعذبة

إن الصالة 14 هي معرض الأشياء الثمينة وعمومًا يطلق على ها ويندركامر أي أنه غرفة تجمع الروائع التي يجب أن تبهر وتدهش الزائرين: بجانب اللوحات العادية فهي تضم بالفعل الأعمال الثمينة والنادرة مما تبقي من الفنون الزخرفية من المجموعات الفارنيزية عندما تم استضافتها في معرض الدوق بارما، من الأعمال الموجودة في الصالة: الحاوية الفارنيزية التي نحتها مانّو سبارّي بقطع من الكريستال الذي رصعها جيوفاني بيرناردي، والبرونزيات التي وردت من مختلف المدارس الإيطالية والأوروبية مثل مدرسة جامبولونيا وأخرى من طراز عصر النهضة، مثل الديفيد لفرانستشكو جوجيو والكيوبيدو لجوليلمو ديلا بورتا وأشياء مُتكلفة وعملات معدنية وأشياء من العاج مثل طبق وإبريق ليوهان مايكل وميداليات من عصر النهضة للبيزانيللو وماتيو دي باساتي وفرانتشسكو دا سنجالّو وتماثيل من بينهم التمثال الذي يمثل ديانا الصائدة لجاكوب ميلر الفيكّيو وخزفيات من أوربينو من ضمنهم طبق خزفي أزرق الذي كان من ممتلكات إليساندروا فارنيزي وبلورات صخرية وقطع صغيرة خشبية وتحف ومعروضات غربية مثل ضفدع منحوت من الحجارة الصلبة من المكسيك وتمثال هويتزلوفوكتلي وإله الحرب الآزتكي.
تضم الغرفة 15 حصريًا لوحات الرسام الفلمنكي جيكوب دي باكر؛ وهي سبعه أعمال تتعلق تصور الخطايا السبع المميتة، وهو اتجاه شائع في الثقافة الفلمنكية للقرن السادس عشر: في مركز اللوحة تتمثل الرذيلة ومشاهد من العهد القديم والجديد. قد تم شراء هذه اللوحات من كوزمو ماسي في فلاندر وصادرهم، وعندما تم نقلهم إلى نابولي لم تحظي هذه اللوحات على اهتمام كبير، لدرجة أن تم حفظها في مخازن قصر ديلي ستودي قبل أن تصل إلى قصر مجلس النواب في روما، لتزين الجدران؛ تم إعادتهم إلى نابولي عام 1952، حاصلين بذلك على اهتمام من جديد.
إن الصالة 16 هي مخصصة للرسم اللومباردي للقرن الخامس عشر والسادس عشر، بمجموعة فنية ليست مهمة جدًا، الموجودة في مراكز مثل كريمونا، وبريشيا، وبيرجامو، وخاصة ميلانو: من بين الفنانين المعروضين نجد بيرناردو لويني وتشزاري دي سستو، المتأثرين في فنهم بليوباردي دا فينشي، وجوليو تيشزاي بروكاتشيني، الذي يوضح بلوحاته مادونا كول البامبينو وانجيلو اللوحات الأخلاقية الصارمة لحركة ضد الإصلاح في الرسم المقدس، حيث تصطدم بالعلامات الأولي للعصر الباروكي؛ وتكتمل الغرفة ببعض تماثيل الأباطرة الرومان، المعروضة في الأصل في قصر الفارنيزي بروما.

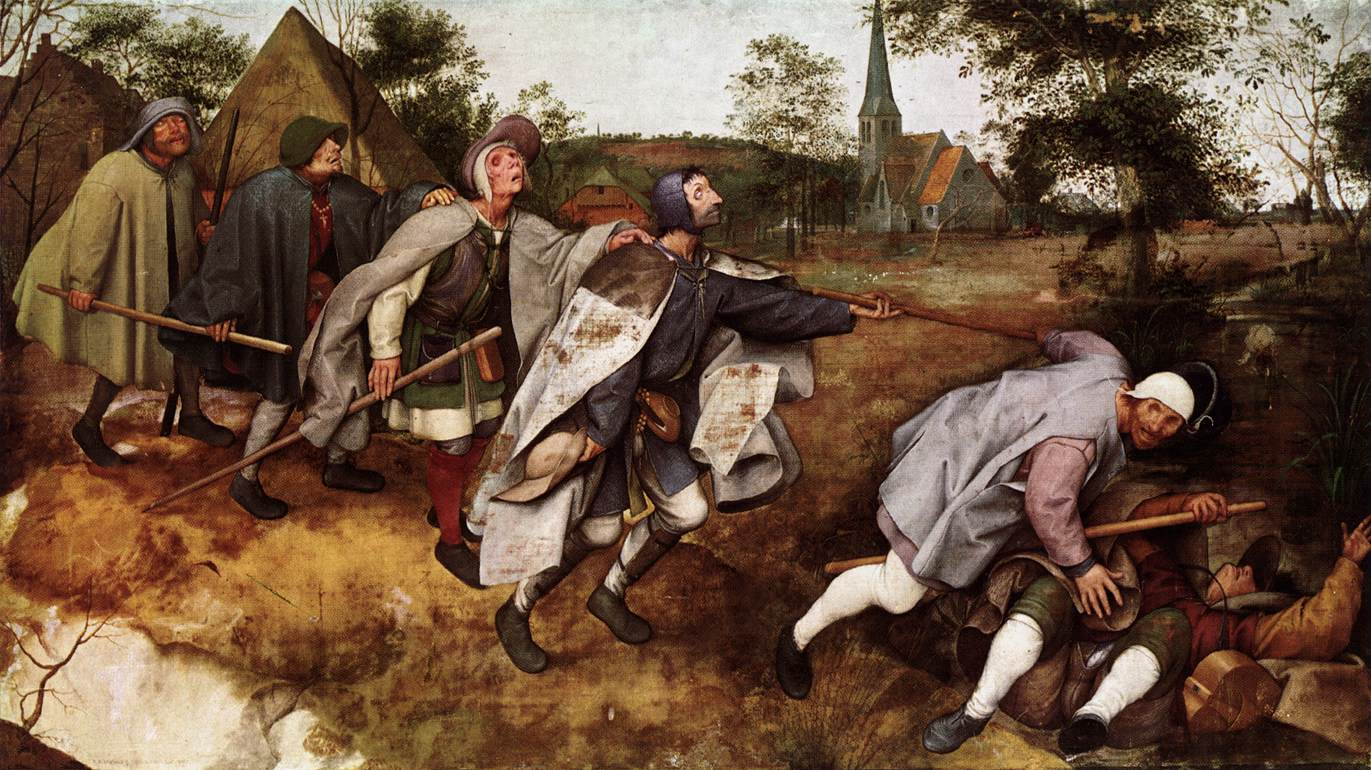
حكاية العميان لبيتر بروجل الأكبر، الصالة 17

يوجد في الصالة 17 لوحات من المنطقة الفلمنكية والألمانية؛ وتُعرض على وجه العملان الرئيسان لبيتر بروجل الفيكيو وهما برابولا دي تشيكي والميزانتو، التي تمثل نقطتين في مرحلة نضج الفنان: اشتراهم الكوزمو ماسي، وهو سكرتير الأمير أليساندرو، وصادتهم أسرة الفارنيزي من وريثه، جوفانّي باتّيستا ماسي، عام 1611. يوجد أيضًا أعمال ثلاثية، مثل صلب وعبادة المجوس لجوس فان كليف، الغنية بالعناصر الزخرفية لدرجة تقدم مجددًا عناصر تقليدية للفن الإيطالي، ومجموعة من الإطارات للتشيفتّا التي تصور المناظر الطبيعية، التي سبق ذكرها في إحصائيات ممتلكات الماركيز جيرولامو سانفيتالي: تعرض أعمال لفنانين أخرين مثل جاكبو كورنيليسز فان أوستاسنين وبيرنارد فان أرلي الذي تعرض له لوحة كارلو الخامس؛ ومعظم هذه الأنسجة هي جزء من المجموعة الفارنيزية التي اشتراها الكاردينال أوداردو بداية من عام 1641.
إن الصالة 18 هي مُكرسة بالكامل تقريبًا إلى يواكيم بلاكير: ليس من المعروف متي ولا من اشتري هذه الأعمال، لكنها تنتمي بالتأكيد إلى المجموعة الفارنيزية للبارما بداية من عام 1587، كما ذُكر في إحصائيات ممتلكات الأسرة، بالإضافة إلى أربعين لوحة التي تنتمي إلى الدوق أوتافيو ورانوتشو، في تلك الفترة التي حصلت فيها الطبيعة الصامتة والمشاهد الشعبية مثل مشاهد الأسواق والأرياف، التي تقدمها اللوحات، على نجاح كبير في إيطاليا. إن العمل الفني الوحيد الذي لا ينتمي إلى بلاكير هو يسوع بين الأطفال لمارتين دي فوس.
يُعرض في الصالة 19 أعمال أفراد كراتشي، أي الأخوين أجوتسينو وأنبالي، وهم من أهم فنانين الأسرة الفارنيزية، وابن العم لودوفيكو: لوحاتهم مشروطة بالإخلاء التي فرضها مجمع ترنت، حتى لو نجحوا في إيجاد حل فني ينص على أن الفنان يجب أن يكون له رؤية للحقيقة لكي يُخرج الرسم الإيطالي من حالة الأزمة.

الجزارة ليواكيم بلاكيلير، الصالة 18

تستمر الصالة 20 في ضم أعمال المدرسة الإميليانة بضم أعمال أنيبالي كراتشي-وهذه المرة متمثلة برسم ناضج ومستوحاة من الأساطير اليونانية مثل رينالدو وأميدا ورمزية النهر-وجوفانني لانفرانكو وسيستو بدالوكيو.
إن الغرفة 21 مُكرسة بالكامل للوحات بارتولوميو سكيدوني، وهو الفنان الذي ربط حياته المهنية بالفارنيزي، حيث كان يعمل عند الأسرة بين مودنا وبارما ومنحهم معظم أعماله، حتى تلك الأعمال التي مازالت تُعرض بعد وفاته: كان طالبًا عند كورّجو، وفريدريكو باروتّشي وكراتشي، ويبرز التجديد المسيطر على لوحاته التي تجمع بين شخصيات غريبة الأطوار.
إن الصالة 22 مازالت مخصصة للرسم الأميلي: والعمل الرئيس هو عمل أطلتنا وأيبوموني لجويدو ريني، الذي يجمع بين جوفاني لانفرانكو وميكلي ديسبوبليو؛ كل اللوحات تمثل تلك الموضوعات وأساليب التيار الباروكي الوليد.
تضم الصالة 24 لوحات فلمنكية من القرن السادس عشر لفنانين مثل أنتون فان ديك وعمله المسيح المصلوب، التي اشتراها ديجو سترتوريو مقابل ألف وخمسمائة دوقية، وبيتر بول روبنز ودانيال سيجرس: وهي أعمال تنتمي إلى المجموعة الفارنيزية أو المشتريات السابقة والتي تقارن بين الرسم الإيطالي والرسم الهولندي في تلك الفترة.

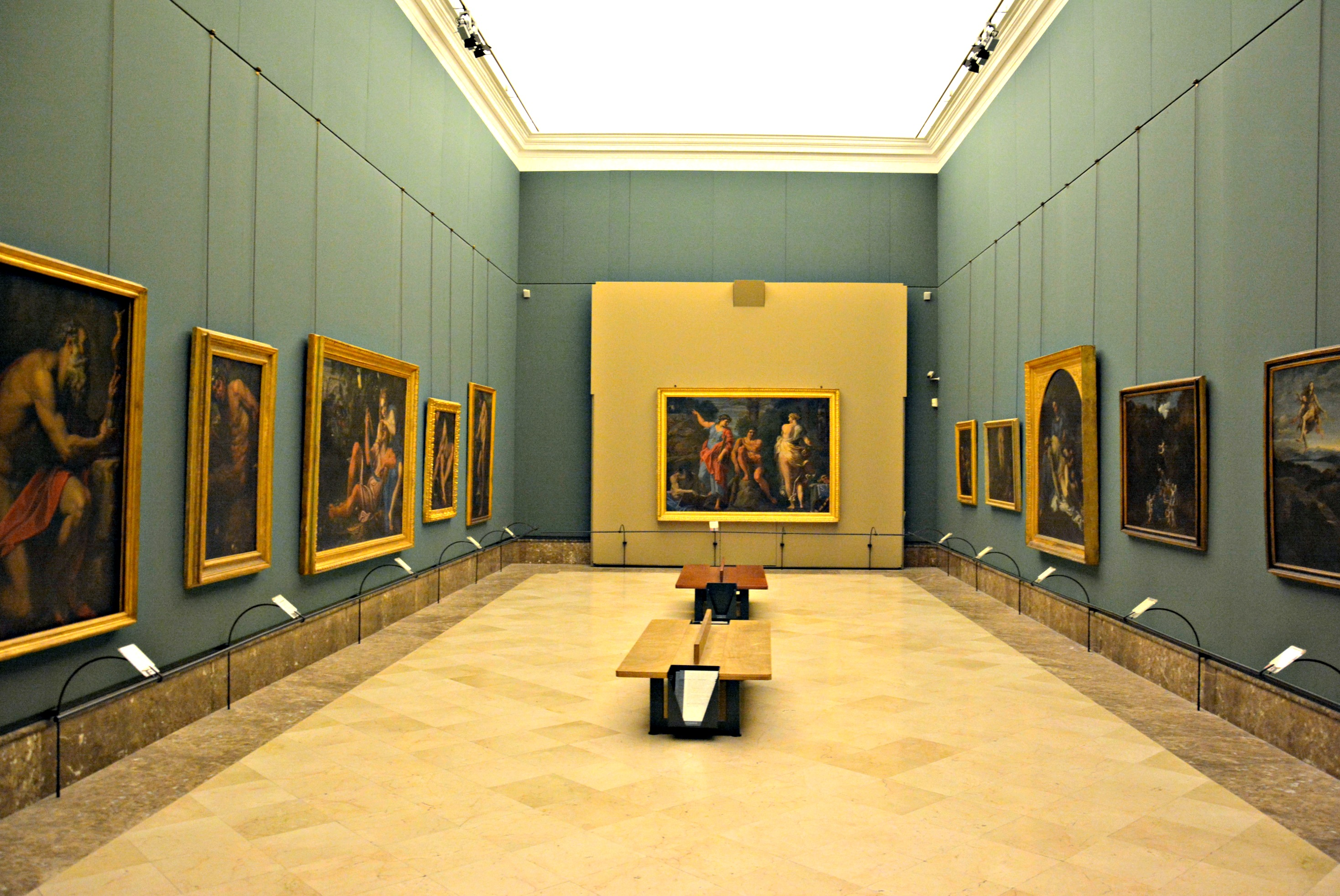
الصالة 20

يستمر أيضًا عرض اللوحات الفلمنكية في الصالة 25، وخاصة الأعمال التي تعالج وجهات النظر والأنواع التي حصلت على نجاح ساحق منذ نهاية القرن السادس عشر بفضل طلب أغنياء الطبقة البورجوازية الذين يحبون تزين جدران قصورهم بلوحات تصور مشاهد من الحياة اليومية: ومن الفنانين الذين تعرض أعمالهم في الصالة نجد سباستيان فرانكس، وجيليز موستارت، وبيت برانجل الجوفانيوتصور أعمالهم مناظر طبيعية في الشتاء.
تعرض في الصالة 26 أعمال فلمنكية: ويتركز الموضوع على الطبيعة الميتة التي كان لها انتشار في القرن السابع عشر؛ وهي تعالج مشاهد مألوفة لصور الفاكهة والزهور والأواني الفخارية وكريستال كما توضح لوحة ديفيد دي كونيك الفريسة والحيوانات أو لوحة داخل المطبخ لديفيد تيرس الجوفاني.
تعرض الصالة 27 عمل لفنانين الإمليانين، خاصة المتأثرين بتجربة أكاديمية الأنكاميناتي: وتُعرض أعمال لوديفيكو كاراتشي، مثل لوحة سقوط سيمون ماجو، التي توجه الرؤية إلى مفهوم جديد للفضاء وتظهر فيها علامات عصر باروكي مبكر، ودومينيكينو بلوحته الملاك الحارس، التي تدور على العكس حول الكلاسيكية، وأليساندرو تاريني الذي يستمر في استخدام أسلوب مدرسة كارافيجو.
ويُستخدم أسلوب التكلف المتأخر في نهاية القرن السادس عشر في الأعمال المعروضة في الصالة 28 لفنانين من توسكانا وليغوريا؛ والشيء المهم في هذه اللوحات هو استخدام الألوان، لكي تعطي تقريبًا لهجه خارقة ولكن بإعطائه على أي حال سطوع حلو وناعم: وهناك لوحات تدل على ذلك منها مثل الرحمة لتشجولي، وفينيري وأدوني للوكا كامبيازو ولوحة القديس بيباستيانو الذي ذهب إلى المقبرة لدومينيكو كريستي.

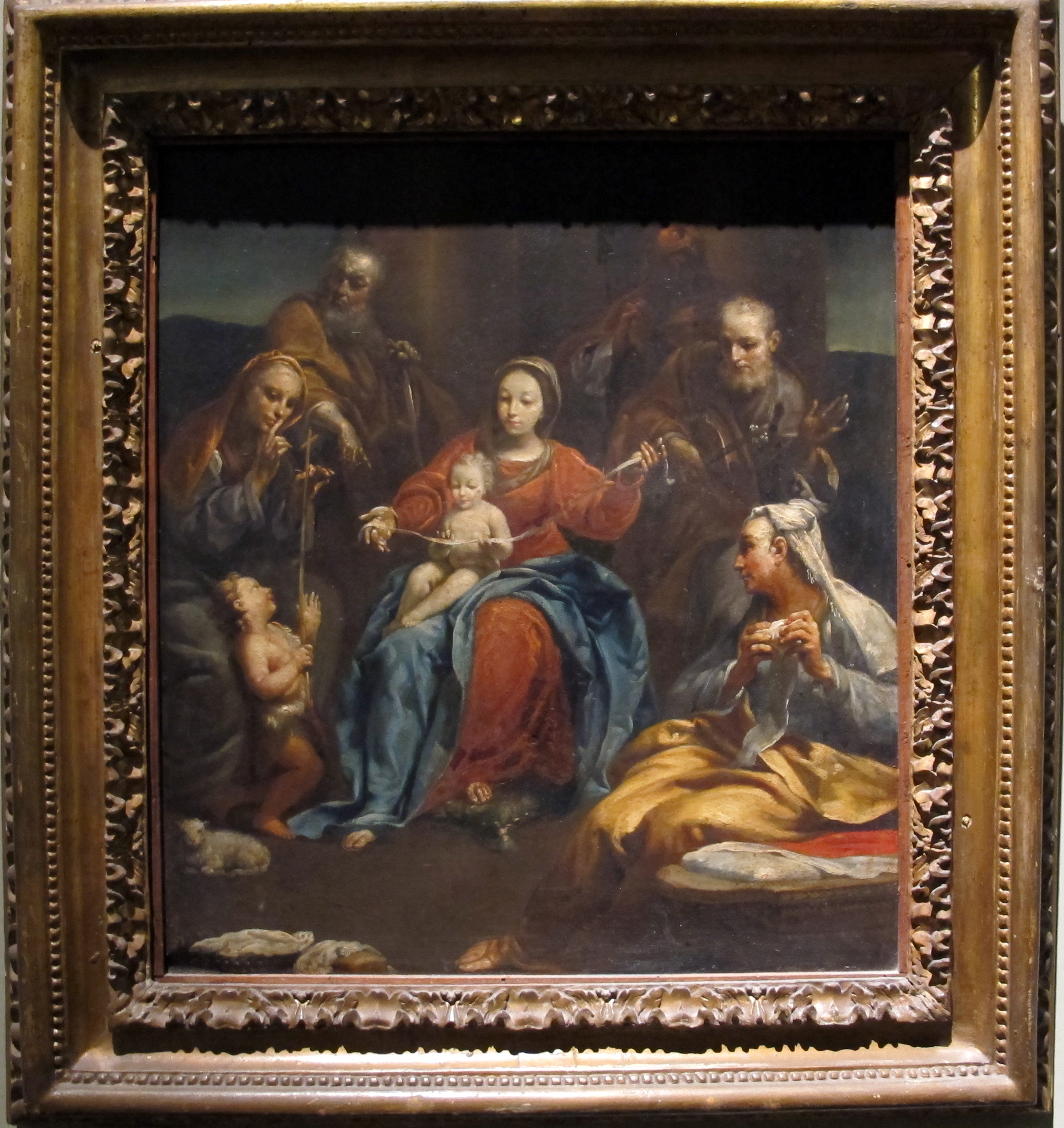
العائلة المقدسة والقديسيون لجوزيبّي كريسبي، الصالة 30

تستضيف الصالة 29 أعمال واردة من مصادر مختلفة وتنتمي أيضًا إلى طبقات ثقافية مختلفة، مما يدل على أن الأسرة الفارنيزية لم تعد قادرة على تكليف الفنانين برسم مجموعاتهم؛ والأكثر تمثيلًا للغرفة هم فنانين مدينة جنوة، وهي المدينة التي شهدت موسم فني جيد في ما بين القرن السادس عشر والقرن لسابع عشر: توجد لوحات زيتيه لكارلو سراتشيني التي تتضمن مواضيع أسطورية وأعمال أوراتسيو دي فيرراي وجوفان باتيستا جوالي، بينما تأتي لوحة المنظر الطبيعي مع الحورية إيجيريا لاكلاود لورين من المجموعة البوربونية.
تختم الصالة 30 المجموعة الفارنيزية: تستضيف أعمال سباسيانو ريتشي، ومنشأه في البندقية في القرن السابع عشر، وهو أحد رسامين القصر الفارنيزي في بارما الذي حصل على حماية رانتشو؛ ويوجد في الصالة أيضًا لوحة الأسرة المقدسة والقديسيون لجوزيبي ماريا كريسبي.

#### مجموعة بورجا
تستضيف الصالة 7 مجموعة بورجا: قام فيرديناندو الأول بشراء هذه المجموعة في عام 1817 وكان يمتلكها كاردينال بورجا، الذي حصل -خلال القرن الثامن عشر-على العديد من الأعمال الفنية من الشعوب المختلفة، من الشرق والغرب، وذلك بفضل العديد من البعثات التبشيرية الكاثوليكية في جميع أنحاء العالم. حفظ الكاردينال هذه الأعمال أما في قصر روماني أو في قصره الفيلترين، حيث يوجد متحف حقيقي، مفتوح للدارسين، كما أنه مُقسم إلى 10 أقسام: الحضارة المصرية القديمة، والحضارة الأترورية والفلوتشية، والحضارة اليونانية الرومانية، والحضارة الرومانية، والفن في الشرق الأقصى والحضارة العربية والتحف العرقية الأنثروبولوجية في شمال أوروبا، وأمريكا الوسطى، والمتحف المقدس، الذي يتكون من أعمال المتعلقة بالأيقونية والليتورجيا المقدسة. وبعد وفاة الكاردينال، ورث حفيده كاميلو بورجا الأعمال وبعد ذلك اشتراها الحاكم البوربوني: بالتالي تم عرض المجموعة في المتحف البوربوني الملكي، وبعد ذلك، تم نقلها في عام 1957، إلى قصر كابوديمونتي حيث تم عرض منها ثلاثة أقسام، بعد أعمال كثيرة لجردها، أو المتحف المقدس.
وتضم المجموعة لوحات مثل القديسة أوفومية لأندريا مانتينيا، والعذراء والطفل والقديسين بيترو وباولو وأنتونيو أباتي لتاديو الجادي، والعذراء والطفل لبارتولوميو كابورالي، والعذراء لجاكوبو ديل كازينتينو، والقديس سيباستيانو لتاديو دي بارتولو، وفضائل ومشاهد من الحياة لجيسون دي جوفاني برناردي؛ ومازالت تُعرض الكثير الأشياء السورية والإسبانية والبورمية والفرنسية التي تتألف من مواد مختلفة مثل لوحة العاطفة، من المرمر، وتسير على اتجاه المدرسة الإنجليزية، وأيضًا الزجاج، والمجوهرات، والطلاء مثل لوحة السلام لنيكلوه ليونيللو، والعاج مثل الصلب البيزنطيني التي ترجع للقرن العاشر.

#### القسم الملكي

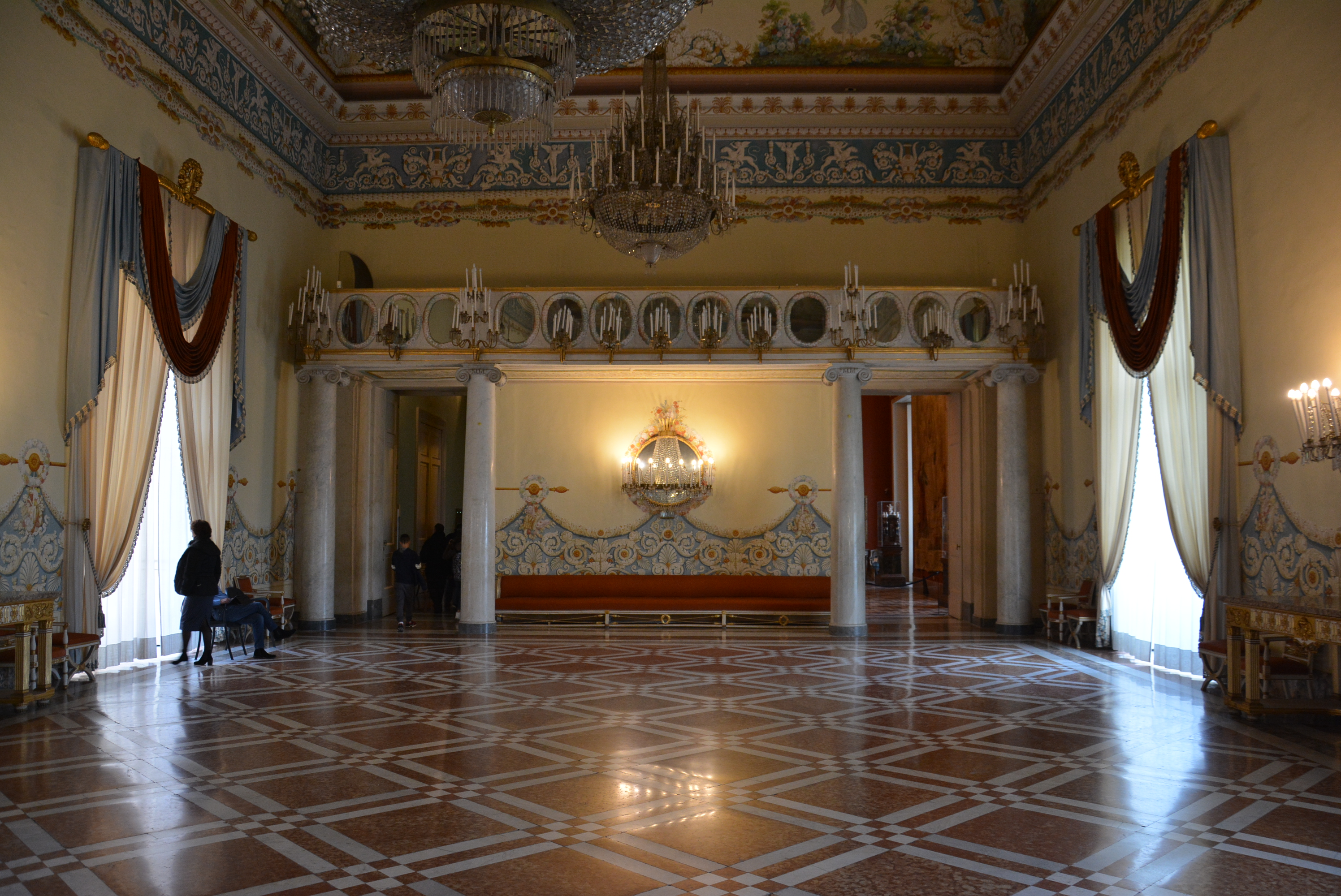
صالة الإحتفالات

يضم القسم الملكي كل من الصالة 31 حتى الصالة 60، بالإضافة إلى الصالة 23 ويستثني منهم الصالة 35 والصالة 36، ومن الصالة 38 حتى الصالة 41 ومن الصالة 46 حتى الصالة 50. بعد أن خضعت الصالات إلى تغيير في مظهرها الأصلي أو في الهندسة المعمارية، أصبحت هي القسم الذي استضاف ملوك البوربون، والفرنسيون وأسرة دوقات أوستا. إن الغرفة الرئيسة هي الصالة 23 التي كانت تضم غرفة نوم فرانتشسكو الأول وماريا إيزابيلا دي بوربون من إسبانيا، التي بُنيت في الفترة بين 1829 و1830 بتصميمات أنطونيو نيكّوليني من زخارف الجدران الخاصة التي تذكرنا بالجدران التي وجدت في حفريات بومبيي وأيركولانو وتصنيع المفروشات لسان لويتشيو. تُسمي الصالة 31 بصالة المهد حيث كانت تستضيف المهد الذي أهداه الرعايا من مدينة نابولي إلى الملك ترحيبًا بولادة فيكتور إيمانويل الثالث من سوافيا: ما يميز هذه الصالة هي الأرضية الرخامية الواردة من فيلا رومانية وهي فيلا سافيوس في كابري. تعتبر الصالة 42 هي صالة الاحتفالات، وقد بنيت في الأصل لاستضافة أعمال المجموعة الفارنيزية وبعد ذلك تم تخصصيها إلى أعمال تمثيل العائلة الملكية: وهي من الصالات القليلة التي احتفظت بسماتها الأصلية، وزخارف سالفاتوري جوستي التي تنتمي إلى الطراز الكلاسيكي الحديث، والأرضيات الرخامية والثريات المصنوعة من الكريستال. تستضيف الصالة 52 «الصالون» الخزفي: يتكون هذا «الصالون» من ثلاثة آلاف قطعة خزفية التي قام بها جوفانّي باتّستي ناتالي من أجل الملكة ماريا أماليا بين عام 1757 وعام 1759، وقد وُضعت أولًا هذه القطع في قصر البورتشيتي وثم تم نقلها في عام 1866 إلى قصر الكابوديمونتي في غرفة مُجهزة خصيصًا لها. سُميت الصالة 56-التي أُنشأت بُناءً على رغبة أنيبالي ساكّو وتنتمي إلى الطراز الكلاسيكي الجديد-بصالون كاموتشيني وقد أطلق على ها هكذا بسبب وجود لوحات لفيتشنزو كاوموتشيني، التي يحيط بها أعمال أخرى لفنانين مثل بيترو بنفنوتي وفرانشيسكو هايز: تحتوي أيضاً على عدد لا بأس به من التماثيل. تحتفظ جميع الغرف بعدد كبير من اللوحات للعديد من الفنانين مثل ألكسندر هسنث-دونوي، كلود جوزيف فيرنت، أنطونيو جولي، فرانسيسكو غويا، أنجليكا كوفمان وجياسينتو جيغانتي، بالإضافة إلى العديد أدوات التزين مثل الخزف، والمزهريات، والآسرّة، والآلات الموسيقية والأرائك، والثريات والمواقد، وهذه الأدوات توجد فقط في الغرف التصويرية.

#### معرض الخزفيات

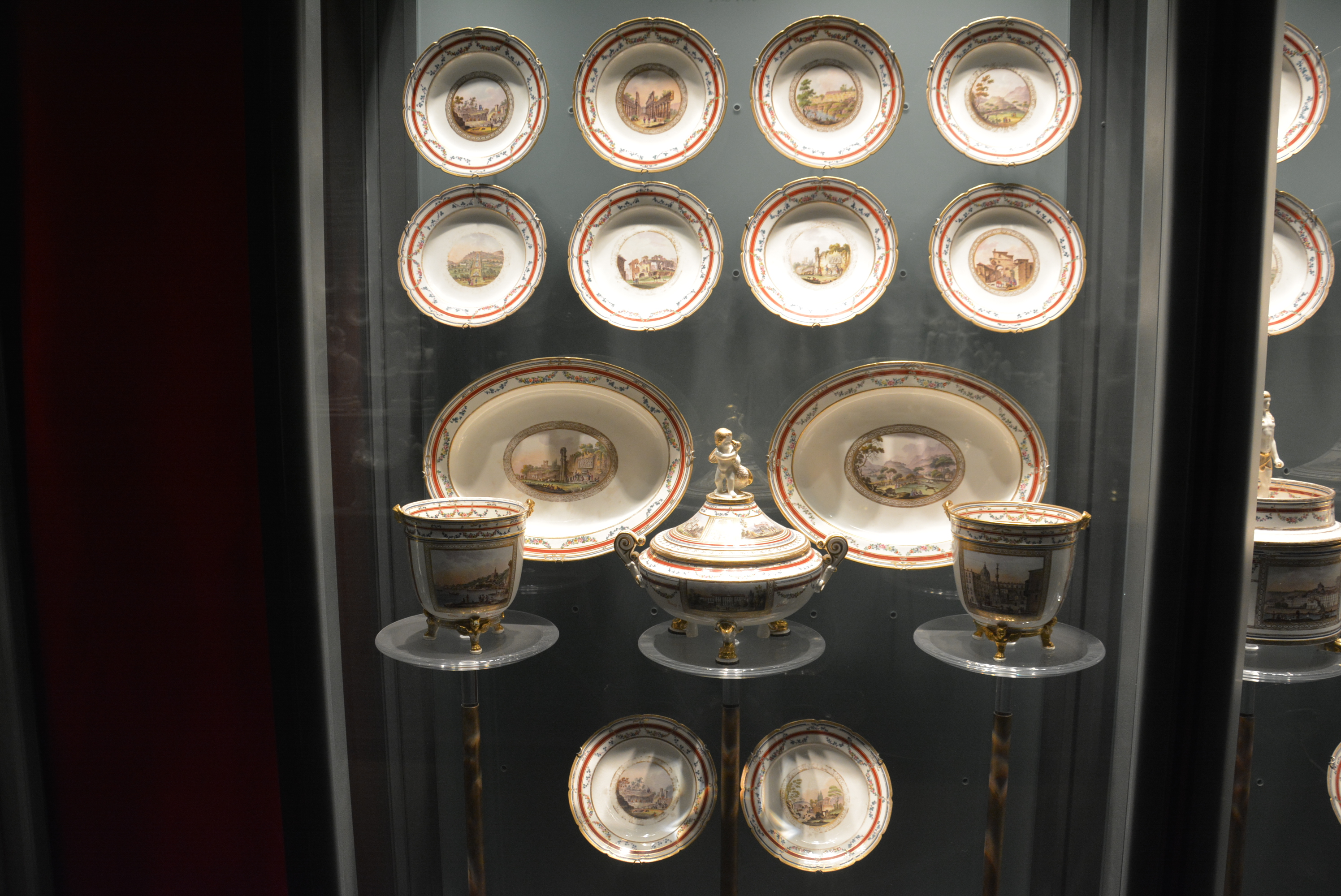
جزء من الأدوات الخرفية لأوكّا في معرض الخزفيات

تشكل الصالة 35 و3 ما يُسمي بمعرض الخزفيات: تتكون من ثلاثة ألف قطعة خزفية التي يُعرض منها جزء صغير بسبب المساحة وهو الجزء الأكثر تمثيلًا للأدوات الخزفية الإيطالية والأوروبية وخاصة خزف متحف كابوديمونتي، ومايسن وسيفرس- بالقطع التي تستخدم في الزينة في نابولي- وفيينا وبرلين. تنتمي جميع الأعمال إلى المجموعة البوربونية، ماعدا لوحة العذراء الطاهرة التي تم شرائها في عام 1972: استخدمت هذه القطع بشكل طبيعي حتي عام 1860، وبعد ذلك بدأت عملية تخصيص الخزف للمتحف، بناء على طلب فيكتور إيمانويل، بداية من عام 1873، تحت إشراف أنيبالي ساكّو.
تُعرض في الصالة 35 الأعمال الإبداعية لألريال فابريكا في نابولي، بينما في الصالة 36 تُعرض الأعمال الأوربية: ويوجد بين الأعمال الرئيسة «أدوات خزفية الأوكا» وقد رُسم على أطباقه أماكن في نابولي وضواحيها، بينما وضعت الأطباق الخالية من الرسومات في المخزن، ويوجد أيضًا أدوات المذبح التي تحتوي على ستة شمعدانات وصليب، وأدوات الكتابة، وعدد لا حصر له من المزهريات وتماثيل، وأطباق.

#### مجموعة دي تيتشو
تستضيف الصالات 35 و39 و4 و41 مجموعة دي تشتو: رُتبت المجموعة وفقًا للتنسيق الأصلي، وتتكون من حوالي ألف وثلاثمائة قطعة، ومعظمها يندرج تحت الفن التطبيقي، كما أنها تحتوي على لوحات ومنحوتات وأيضًا ثماثيل من البرونز والعاج وخزف والخزف وبعض الاكتشافات الأثرية، التي اهداها جامع اللوحات ماريو دي تشتو إلى متحف كابوديمونتي الوطني في عام 1958، وهو الذي قد جمعهم على مدار ما يقرب من خمسين عام من الشراء بين مدينة نابولي، وباليرمو ومختلف الأسواق العالمية.
يوجد بين الأعمال المختلفة، تماثيل من السيراميك التي تتميز بالأسلوب الإسباني والمغربي وخزفيات عصر النهضة، مثل بلاط فارسي على شكل نجمة من مدينة الري، وخزفيات من مايسن وفيينا وجينجوري؛ ويوجد بين التماثيل تمثال العذراء والطفل المنحوت من البرونز لمدرسة لورنزو جبرتي وسان ماتيو، وقد نُسب هذا التمثال إلى أليساندرو فيتوريا بينما يوجد بين اللوحات، لوحة ماركو دل بوونو وأبوللونيو دي جوفاني. يوجد أيضًا مزهريات، وأطباق، وكؤوس وبعضهم مصنوع في الصين في عهد كونج هسيوتشين لونج، وتماثيل برونزية لأندريا بريوسكو، وأليساندرو فيتوريا، وتيستيانو أسبتي، كما يوجد تماثيل زجاجية لمورانو واكتشافات أثرية مثل مزهريات إقليم أتيكا التي تعود إلى القرن السادس والقرن الخامس قبل الميلاد، والتكوك الفارسية التي ترجع إلى القرن الرابع ومنحوتات إيطالية قديمة وأترورية.

#### مجموعة الأسلحة الفارنيزية والبوربونية

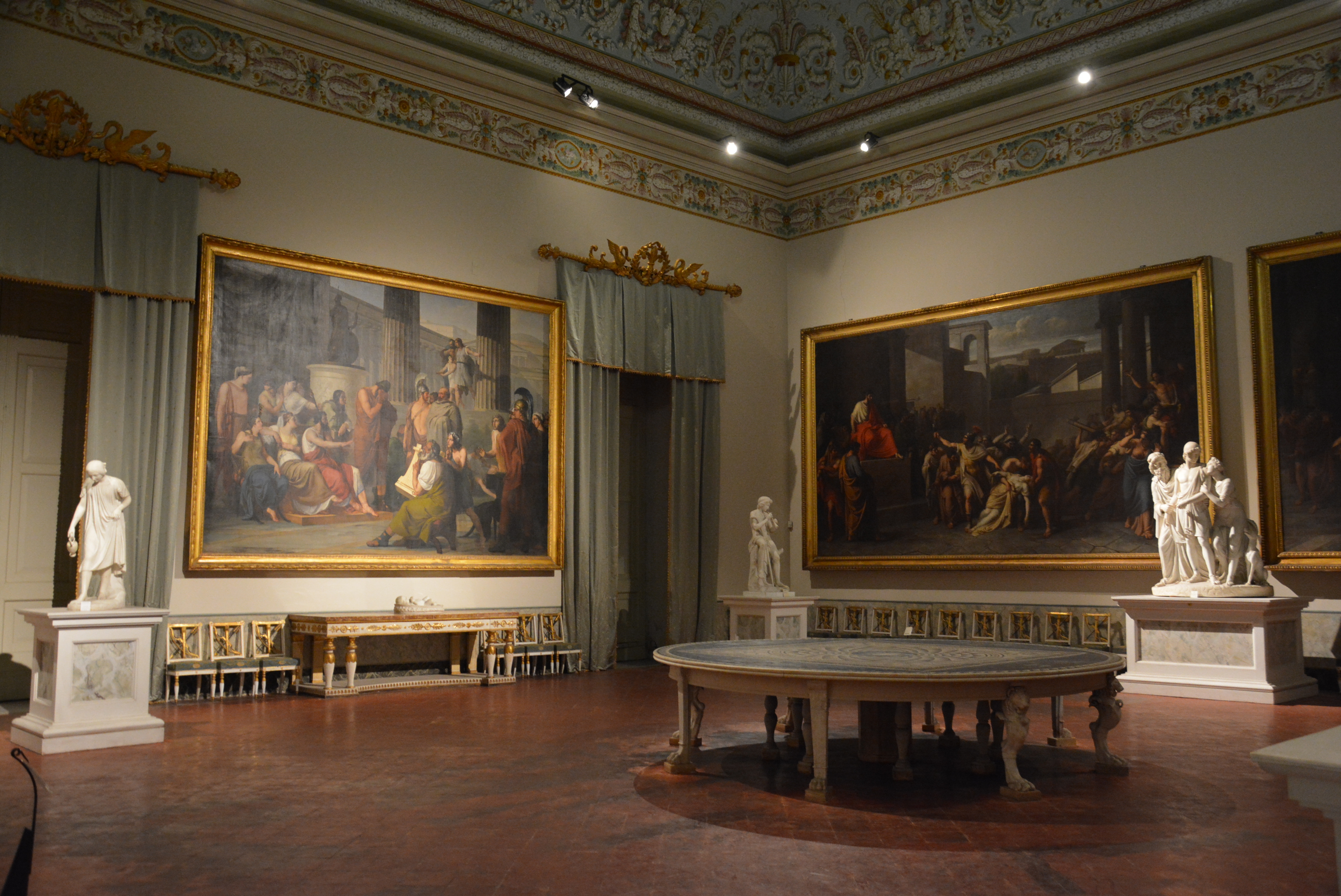
صالون كاموتشيني

يُعرض في الصالة 46 و47 و48 و49 و50 مجموعة الأسلحة الفارنيزية والبوربونية: تتكون هذه المجموعة من حوالي أربعة آلاف قطعة الذي يرجع تنسيقها إلى عام 1958 والتي ما زالت تحتفظ بشكلها الأصلي. تضم المجموعة أسلحة، أغلبها واردة من مدينة ميلانو وبريشيا، وأيضًا أسلحة نارية إسبانية وألمانية، وأدرع البطولة والحروب، وبنادق، وسيوف، وخناجر، وتعتبر مجموعة أليساندرو فارنيزي وبندقية إيطالية تعود إلى رانتشو فارنيزي. تضم المجموعة البوبورنية أسلحة نارية، وقد وصل بعضها من مدريد مع كارلو دي بوربون، وأخرى واردة من المصنع الملكي للأسلحة في برج أنّوسياتا بنابولي لتلبية احتياجات الجيش البوربوني، وأيضًا أسلحة صيد صُنعت لأعراض ترفيهية مثل البندقية التي تعود إلى ماريا أماليا. تُضاف إلى ذلك الأسلحة التي أُهديت إلى كارلو وفيردناندو مثل أسلحة صيد وبنادق من ساكسونيا، وفيينا وإسبانيا، وأسلحة بيضاء تم إنتاجها أما في مصنع رويال أو في مصنع الصلب الذي نقل في حديقة قصر كابوديمونتي منذ عام 1782: يوجد من بين القائمين بالأعمال كارلو لا برونا، وبياجو إنيستي، وميكلي باتستا، وناتلي دل مورو وإيمانويل إستيفان. تُحفظ أيضًا أسلحة مصنوعة في الشرق ونماذج مُصغرة للحروب مستخدمة في المدرسة المدفعية، وأسلحة إيطالية للمبارزة والحرب ترجع إلى القرن السابع عشر، وسيوف تعود إلى القرن السادس عشر والقرن الثامن عشر، وأسلحة نارية إيطالية وأوروبية ترجع إلى القرن الثامن عشر والقرن التاسع عشر. يبرز أيضًا نموذج من الجبس لكارلو الخامس الذي قام به فيتشنسو جيميتو.

## وصلات خارجية
- الموقع الإلكتروني